# ILY (I Love You Baby)
ILY (I Love You Baby) is een nummer van de Amerikaanse producer Surf Mesa uit 2020, ingezongen door Emilee Flood.
De tekst van het nummer is gesampled uit Can't Take My Eyes Off You van Frankie Valli. Het nummer zou in de eerste instantie alleen "ILY" heten, maar al snel werd het nummer hernoemd naar "ILY (I Love You Baby)", zodat mensen het nummer makkelijker zouden kunnen vinden. Het nummer won aan populariteit doordat het veel gebruikt werd in TikTok-video's. Hierdoor werd het een wereldwijde hit, voornamelijk in Europa, Canada en Oceanië. In de Amerikaanse Billboard Hot 100 flopte het nummer echter met een 72e positie. In het Nederlandse taalgebied werd het nummer wel weer een grote hit, met een 9e positie in de Nederlandse Top 40 en een 11e positie in de Vlaamse Ultratop 50.